# 长叶茜草
长叶茜草（学名：Rubia dolichophylla）为茜草科茜草属下的一个种。

## 扩展阅读
- 維基物種上的相關：长叶茜草